# Luật Salic
Luật Salic (/ˈsælɪk/ hay /ˈseɪlɪk/; tiếng Latinh: Lex salica), hay Luật Salia, là bộ luật dân sự Salian Frankish cổ được Vua Frankish đầu tiên, Clovis biên soạn vào khoảng năm 500. Văn bản viết bằng tiếng Latinh  và chứa một số trường hợp được biết đến sớm nhất của tiếng Hà Lan cổ. Nó vẫn là nền tảng của luật Frankish trong suốt thời kỳ đầu Trung cổ, và ảnh hưởng đến các hệ thống pháp luật châu Âu trong tương lai. Nguyên lý nổi tiếng nhất của luật cũ là nguyên tắc loại trừ phụ nữ khỏi quyền thừa kế ngai vàng, thừa kế lãnh địa và tài sản khác. Các luật Salic được phân xử bởi một ủy ban được chỉ định và trao quyền bởi Vua của những người Frank. Hàng chục bản thảo của luât này có niên đại từ thế kỷ thứ sáu đến thế kỷ thứ tám và ba bản chỉnh sửa vào cuối thế kỷ thứ chín đã tồn tại.

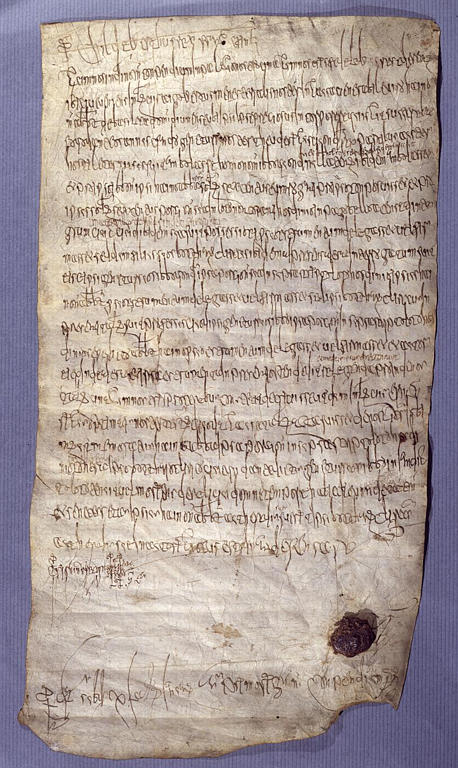
Bản ghi một phán quyết của Childebert III

Luật Salic cung cấp văn bản luật hóa của cả luật dân sự, chẳng hạn như các đạo luật điều chỉnh quyền thừa kế và luật hình sự, chẳng hạn như hình phạt cho tội giết người. Mặc dù ban đầu nó được dự định là luật của Francia Salian hoặc Tây Francia, nó có ảnh hưởng hình thành đến truyền thống luật pháp kéo dài đến lịch sử hiện đại ở Tây và Trung Âu, đặc biệt là ở các nước Đức, Hà Lan, một phần của Ý và Tây Ban Nha, Áo-Hungary, Romania và Balkan. Việc sử dụng chế độ phụ hệ để kế vị của nó chi phối sự kế vị của các vị vua trong các vương quốc như Pháp và Ý.